# Drugi talijansko-abesinski rat
Drugi talijansko-abesinski rat bio rat između Kraljevine Italije i Abesinije koji je trajao sedam mjeseci od listopada 1935. do svibnja 1936. Taj rat bio je uvertira za Drugi svjetski rat i jasni pokazatelj potpune neučinkovitosti Lige Naroda.

## Pozadina sukoba
Za Kraljevinu Italiju je tadašnja neovisna Abesinija bila velika frustracija, još od nikad prežaljenog poraza u Bitci kod Adve 1896.  za  Prvog talijansko-abesinskog rata.
Italija je nakon Prvog svjetskog rata uspjela potpisati niz trgovačkih sporazuma s Etiopskim Carstvom te je 1930-ih postala najveći trgovački partner Abesinije. Dolaskom Benita Mussolinija na vlast u Italiji 1925. povećale su se talijanske ambicije u Istočnoj Africi. On je pojednostavljeno rečeno istupio s vrlo jednostavnom idejom - obnovitelja rimske civilizacije a Abesinija je ulazila u krug zemalja koje su trebale ući u njegovo novo carstvo. Početkom 1930-ih godina Italija je počela raditi na politici sustavnog podrivanja Etiopije. Talijani su zaigrali na kartu stalne vjerske netrpeljivosti koja je stoljećima tinjala u Etiopiji između Islama i Kršćanstva, kao i na politiku podrške svim oponentima etiopskog dvora, između ostalog podržavali su snage naklonjene svrgnutom i nikad okrunjenom caru Liju Ijasuu. 
Od početka 1934. godine ta politika je dobila grublju formu, tad su otpočeli oružani upadi i incidenti na slabo osiguranim granicama između Eritreje, Somalije i Etiopije. Brojne naoružane skupine s obje strane granice, prelazile su na susjedni teritorij i izvodile manje više terorističke akcije prema stanovništvu. U sklopu tog plana Mussolini je u proljeće 1934. lansirao parolu o moralnoj obavezi Italije da civilizira Afriku. Tadašnja Abesinija je doista imala bezbroj za današnje poglede vrlo anakronih zakona, od ropstva (koje je ukinuto tek 1930.) do nekog vida apartheida prema pojedinim etničkim zajednicama. Istini za volju vala reći da je i čitavo etiopsko susjedstvo uz obale Crvenog mora imalo vrlo slična pravila (gotovo svi arabijski sultanati i dobar dio britanskih kolonija)
Ozbiljan incident desio se 4. studenog 1934. kad je napadnut talijanski konzulat u Gondaru od skupine naoružanih etiopljana, pri kom je poginulo nekoliko eritrejskih askera koji su osiguravali konzulat. 

## Casus belli
Pravi uzrok rata je bila granica između tadašnje talijanske kolonije Somalije i Abesinije, koja se po talijansko-abesinskom ugovoru iz  1928. trebala protezati na 21 liga usporedo uz obalu kod somalskog Banadira. Talijani su tu staru mjernu jedinicu protumačili sebi u prilog, - kao 21 pomorske lige (veće), a ne kao standardne (manje). Tako su na osnovu svog tumačenja te mjerne jedinice, izgradili 1930-ih u Ogadenskoj pustinji kod oaze Valval svoju utvrdu, duboko ušavši na etiopski teritorij ne obazirući se na etiopske prosvjede. Posada te utvrde bila je sastavljena od somalskih Dubata (neregularna dobrovoljačka vojska) pod vodstvom talijanskih časnika. 
U studenom 1934. su jedinice abesinske teritorijalne obrane ušle na sporni teritorij kao pratnja anglo-etiopske komisije za granice. Talijani su tražili da se etiopska vojska povuče, britanski članovi komisije vidjevši da bi moglo doći do oružanog incidenta, jednostavno su se povukli ali Etiopljani su ostali. Do oružanog sukoba je doista i došlo između 5. – 7.  prosinca 1934. (ni danas se ne zna koja je strana prva otpočela sukob). U tom sukobu poginulo je 150 Etiopljana i 50 Somalijaca i Talijana, time je otpočela Abesinska kriza koja je duboko obilježila rad Društva Naroda i međuratnu europsku politiku.

## Rat
I pored mnogih žalbi koje je podnosila Etiopija, Liga naroda nije poduzela nikakve konkretne mjere kojom bi se osujetila buduća talijanska invazija. Etiopska vlada se 3. srpnja 1935. obratila vladi Sjedinjene Američke Države s molbom da joj ona pomogne u rješavanju tog sukoba, međutim je američka vlada odbila etiopsku molbu. Čak kad je pitanje talijanskog napada na Etiopiju postalo pitanje dana, Kongres SAD je 31. kolovoza 1935. usvojio zakon o neutralnosti. Britansko ministarstvo vanjskih poslova, je u skladu s tadašnjom kompromiserskom politikom premijera Nevilla Chamberlaina pokazalo krajnje popustljiv stav prema Mussoliniju, pod uvjetom da Italija ne dira britanske interese na jezeru Tana i Plavom Nilu. Francuska je pak na račun Etiopije željela učvrstiti svoje odnose s Italijom, kako bi na taj način spriječila budući savez između Berlina i Rima.
Talijanske oružane snage su bez objave rata prodrle iz Eritreje na teritorij Etiopije preko rijeke Mareb u 5:00 h 3. listopada 1935. godine. Na to je Abesinija objavila rat Italiji.
Talijanskim snagama zapovjedao je ostarjeli general Emilio De Bono i njemu podređeni general Rodolfo Graziani. Za napad na Etiopiju, čiji su se vojnici u nekim odredima još uvijek služili kopljima i strijelama, Italija je pripremila snage od 500.000 vojnika, 76 ratnih brodova, 795 tenkova, 595 zrakoplova i brojno topništvo. Nasuprot tome Etiopija je usprkos vojske od 800.000 pripadnika, imala slabo opremljene postrojbe, sa svega 3 vrlo stara zrakoplova Potez 25 i 3 tenka iz Prvog svjetskog rata. 
Usprkos ogromnoj nadmoći, talijanske postrojbe su se s mukom probijale kroz Etiopiju, što zbog nedostatka cesta, što zbog stalnih napada etiopskih snaga. No već 5. listopada Talijani su zauzeli  Adigrat, 6. Advu, a 15 Aksum, 8. studenog zauzet je Mek'ele, ali talijansko vrhovno zapovjedništvo nije bilo zadovoljno sporim napredovanjem De Bona, te ga je u prosincu zamijenila mlađim generalom Pietrom Badogliom.

### Etiopska božićna ofanziva
Haile Selasije je prikupio snage od 190.000 ljudi i želio napadom razdvojiti talijanske snage od 100.000 ljudi koje su napadale iz Eriteje na dva dijela. U jednom trenutku uspjeli su čak natjerati Talijane na povlačenje, ali se oštrica njihovih napada istupila kad su naišli na ubojitu vatru talijanskog topništva i mitraljeza. S druge strane su snage generala Graziania nastavile prodirati preko rijeke Ganale Doria iz Somalije, a u siječnju je i Badoglio nastavio napredovanje sa sjevera nakon što su mu došle svježe jedinice iz Italije. Sad je sve više dolazila do izražaja superiornost talijanskog oružja i opreme. S druge strane kod etiopske vojske počele su na vidjelo izlaziti slabosti zbog slabe opreme i logistike, naročito su slabo bili opremljeni za ratovanje bojnim otrovima kojim su Talijani masovno uz pomoć zrakoplova zasipali čitave teritorije, trujući tako sve što se zateklo u tom kraju.

### Liga naroda
Liga naroda se tek tad pokazala potpuno bespomoćnim u reakciji na talijansku invaziju, iako je u Deklaraciji od 7. listopada 1935. Italija proglašena agresorom, nikakve konkretne mjere nisu poduzete.  Zapravo otpočelo se s uvođenjem vrlo sporih i nedostatnih sankcija (Britanija i Francuska ih uopće nisu provodile, čak nisu blokirali Sueski kanal za prolaz talijanskih ratnih brodova). 
Francuzi su i nadalje tragali za miroljubivim rješenjem spora. Oni su iz strateških razloga željeli sačuvati neku vrst savezništva s Italijom, tako da se ona ne pridruži Trećem Reichu, slično se ponašala i Britanija. Od svih tadašnjih velikih sila jedino je SSSR zatražio uvođenje radikalnih sankcija Italiji,  zabranom isporuke nafte. Taj zahtjev je uznemirio Italiju te se ona obratila Francuskoj za pomoć, da se taj radikalni zahtjev odbaci u Društvu naroda. Francuska je lukavo zaključila da bi nešto mogla polučiti iz tog sukoba, pa je na brzinu skovala tajni plan o miroljubivom rješenju sukoba na Rogu Afrike i uz pomoć Britanije ga izložila zaraćenim stranama (Plan Hoare-Laval). Plan se sastojao od toga da bi njime polovica Etiopije bila ustupljena Italiji. Konkretno pokrajine Ogaden, Tigraj kao i Danakil. Zauzvrat bi Etiopija dobila jedan uzak koridor s izlazom na more. Plan se izjalovio kad je dospio do pariških novina, tako da su se ga odrekli i sami predlagači, a Etiopija i Italija su ga odbile. 
U ozračju diplomatskih bitaka u Ženevi, nastavljao se i rat u Etiopiji, pa su 5. svibnja 1936. godine, Talijani su zauzeli Adis Abebu, a 9. svibnja je Mussolini objavio da je Abesinija konačno osvojena, iako je u tom trenutku još dobar dio Etiopije pružao otpor. Tako je Abesinija postala dio Talijanske Istočne Afrike sve do 1941. godine, kada su talijanske legionare potisnule britanske snage.

## Sankcije Lige naroda protiv Italije
Abesinija je odmah nakon početka talijanske invazije zatražila zaštitu Lige naroda. U odgovoru na taj zahtjev, Liga naroda je nametnula Italiji ozbiljne sankcije, koje međutim nisu obuhvatile doista ključni materijal - naftu. Sjedinjene Američke Države, Švicarska i Njemačka se uopće nisu uključile u sustav sankcija, a Velika Britanija je propuštala talijanske brodove kroz Sueski kanal i omogućavala njihovu opskrbu u afričkim lukama pod svojom kontrolom.

## Pogledajte i ovo
- Prvi talijansko-abesinski rat
- Haile Selasije

## Vanjske poveznice
- Appeal to The League of Nations (Wikisource full text)
- Regio Esercito: La Campagna d'Etiopia  Arhivirana inačica izvorne stranice od 22. kolovoza 2021. (Wayback Machine)